# BTR-80
Der BTR-80 ist ein sowjetischer Radschützenpanzer. BTR ist eine Abkürzung für Bronjetransportjor (russisch Бронетранспортёр ‚gepanzerter Transporter‘).

## Geschichte
Der BTR-80 wurde Anfang der 1980er Jahre bei der sowjetischen Armee in Dienst gestellt. Grundlage für die Neuerungen am 1980er-Modell der BTR-Serie gegenüber seinen Vorgängertypen waren die Erfahrungen, die die sowjetischen Truppen im Afghanistan-Krieg gemacht hatten. Die wichtigste Veränderung betraf den Antrieb: Statt der beiden Benzinmotoren im Heck des BTR-60 und BTR-70 wurde ein einzelner wassergekühlter Dieselmotor eingebaut. Die Feuergefahr bei Treffern im Maschinenraum und den Tanks wurde durch den Einsatz von Dieseltreibstoff anstelle von Benzin wesentlich verringert. Weitere Vorteile der Dieselmotoren waren größere Robustheit und eine höhere Reichweite. 
Der Drehturm wurde modifiziert, um eine größere Richthöhe (ca. 60° Rohrerhöhung maximal) der Bordbewaffnung zu ermöglichen. Dies entsprang der Erfahrung, dass mit den älteren Modellen in besonders steilen Gebirgspässen nicht das gesamte Gelände bestrichen werden konnte. Um den Insassen beim Verlassen des Schützenpanzers mehr Schutz zu geben, wurden die Seitenluken umgestaltet. Diese sind nunmehr horizontal geteilt und klappen teils nach vorn (und decken den Schützen), teils nach unten (als Stufe). Gegenüber den Vorgängern wurden die Schützenluken anders platziert. Zwei Luken für Maschinengewehre (z. B. RPK) weisen nach vorn. Auf jeder Seite wurden drei weitere Schießluken für Sturmgewehre eingesetzt, am Heck befinden sich zwei weitere.
Die leichte Panzerung bietet seiner Besatzung Schutz vor Beschuss mit Handfeuerwaffen einschließlich Kaliber 7,62 mm AP sowie vor Granatsplittern. Der BTR-80 ist zudem sehr mobil und voll schwimmfähig.
Durch den Einbau einer modifizierten Überdruckbelüftung erhielt der Radpanzer einen gegenüber dem BTR-60 und BTR-70 weitaus verbesserten ABC-Schutz. Ebenfalls verbessert wurde die Reifendruckregelanlage zur Anpassung des Reifendrucks bei Fahrten im Gelände.

## Versionen
- BREM-K: Bergepanzer-Version
- BTR-80K: Führungsmodell mit erweiterter Kommunikations- und Aufklärungsausrüstung
- BTR-80A: ausgerüstet mit einer 30-mm-Kanone des Typs 2A72 in Scheitellafette als Hauptwaffe
- 2S23 : Selbstfahrlafette, bewaffnet mit einem 120-mm-Mörser
- BTR-82: Modernisierter BTR-80. Entweder als Neuproduktion oder als Kampfwertsteigerung vorhandener BTR-80. Die Modernisierung umfasst den Einbau einer stabilisierten Waffenanlage, erneuerte Sichtgeräte und ein neues Funkgerät. Des Weiteren erfolgt die Installation eines GLONASS-Empfängers, einer Klimaanlage sowie eines autonomen 5-kW-Generators, der die Versorgung des Fahrzeugs mit Strom auch bei abgestellten Motor sicherstellt. Der Schutz wurde durch eine Kevlarbeschichtung der Panzerung im Innenraum verbessert. Eine modifizierte Konstruktion des Bodens und an der Decke fixierte Sitze sollen besseren Schutz vor Minen und IEDs bieten. Die Leistung des Motors wurde von 260 auf 300 PS gesteigert.
- BTR-82A: Wie BTR-82, aber mit einer 30-mm-Kanone des Typs 2A72 als Hauptwaffe
- BTR-82AT: Wie BTR-82A, aber mit verbesserter Feuerleitanlage und einer zusätzlichen Wärmebildkamera[1]
- BTR-87: Modernisierte Version des BTR-82A für Export[2][3]
- Taifun-M: Basierend auf dem BTR-82 entwickeltes Antisabotage- und Spähfahrzeug, das die Einheiten der strategischen mobilen Raketensysteme wie beispielsweise die RS-24 zu deren Bestimmungsorten eskortiert.[4]
- Infauna K1Sh1 UNSh-12: Fahrzeug für Elektronische Kampfführung, um gegnerische Funknetze zu stören. Basiert auf der Plattform K1Sh1 (GAZ-59039). Die Entwicklung begann 2005 und wurde 2009 abgeschlossen. Serienproduktion ab 2010 und ein Jahr später Einführung in der russischen Armee.[5]

## Nutzerstaaten
Aktuelle Nutzer
- Algerien – Seit dem Januar 2018 befinden sich 150 BTR-80 im Dienst.[6]:325
- Angola – Januar 2018 befand sich eine unbekannte Anzahl an BTR-80 im Dienst.[6]:445
- Armenien – Januar 2018 befanden sich 4 BTR-80 im Dienst.[6]:181
- Aserbaidschan – Januar 2018 befanden sich 7 BTR-80A und mindestens 10 BTR-82A im Dienst.[6]:183
- Äthiopien – Januar 2018 befand sich eine unbekannte Anzahl an Type-89 (chin. Bezeichnung für BTR-80) im Dienst.[6]:463
- Bangladesch – Januar 2018 befanden sich 325 BTR-80 im Dienst.[6]:245
- Burundi – Januar 2018 befanden sich 10 BTR-80 im Dienst.[6]:450
- Dschibuti – Januar 2018 befanden sich 8 BTR-80A im Dienst.[6]:459
- Elfenbeinküste – Januar 2018 befanden sich 6 BTR-80 im Dienst.[6]:456
- Estland – Januar 2018 befanden sich 15 BTR-80 im Dienst.[6]:98
- Georgien – Januar 2018 befanden sich 19 BTR-80 im Dienst.[6]:187
- Indien – Januar 2018 befanden sich 12 BTR-80A im Dienst.[6]:269
- Irak – Januar 2018 befanden sich 100 BTR-80A im Dienst.[6]:338
- Kasachstan – Januar 2018 befanden sich 190 BTR-80, 107 BTR-80A und 70 BTR-82A im Dienst.[6]:188-189
- Kirgisistan – Januar 2018 befanden sich 10 BTR-80 im Dienst.[6]:190
- Nordmazedonien – Januar 2018 befanden sich 12 BTR-80A im Dienst.[6]:127
- Moldau – Januar 2018 befanden sich 13 BTR-80 im Dienst.[6]:191
- Mongolei – Januar 2018 befanden sich 20 BTR-80 im Dienst.[6]:286
- Nigeria – Januar 2018 befanden sich 5 BTR-80 im Dienst.[6]:479
- Nordkorea – Januar 2018 befanden sich 32 BTR-80A im Dienst.[6]:275
- Pakistan – Januar 2018 befand sich eine unbekannte Anzahl an BTR-80 im Dienst.[6]:292

- Russland
Heer – Am 5. Juni 2019 befanden sich mindestens 1499 BTR-80, 100 BTR-80A und 1080 BTR-82A/M im Dienst.[7][8][9][10]
Marineinfanterie – Seit dem 19. September 2019 befanden sich mindestens 760 BTR-82A/M im Dienst.[11][12][13][14][15]
Luftlandetruppen – Januar 2018 befanden sich mindestens 20 BTR-82AM im Dienst.[6]:200
Raketentruppen – Ende Dezember 2017 befanden sich mindestens 26 „Taifun-M“ auf BTR-82-Basis im Dienst.[16]
Russische Nationalgarde – Ende Dezember 2017 befanden sich mindestens 5 BTR-82W im Dienst.[17] Seit Ausbruch des Russisch-Ukrainischen Krieges hat Russland mit Stand April 2025 laut der Website Oryx 271 BTR-80 und 823 BTR-82A verloren[18]
- Sri Lanka – Januar 2018 befanden sich 25 BTR-80/A im Dienst.[6]:301
- Sudan – Januar 2018 befanden sich 7 BTR-80A im Dienst.[6]:489
- Südkorea – Januar 2018 befanden sich 20 BTR-80 im Dienst.[6]:278
- Syrien – Januar 2018 befand sich eine unbekannte Anzahl an BTR-80 und BTR-82A im Dienst.[6]:362
- Tadschikistan – Januar 2018 befand sich eine unbekannte Anzahl an BTR-80 im Dienst.[6]:207
- Tschad – Januar 2018 befanden sich 24 BTR-80 im Dienst.[6]:454
- Türkei – Januar 2018 befand sich eine unbekannte Anzahl an BTR-80 im Dienst.[6]:159
- Turkmenistan – Januar 2018 befanden sich 450 BTR-80 und 4 BTR-80A im Dienst.[6]:208
- Ukraine
Streitkräfte – Januar 2018 befanden sich 215 BTR-80 im Dienst.[6]:210-211
Seestreitkräfte – Januar 2018 befand sich eine unbekannte Anzahl BTR-80 im Dienst.[6]:211 Seit Ausbruch des Russisch-Ukrainischen Krieges hat die Ukraine mit Stand November 2024 laut der Website Oryx 120 BTR-80 verloren[19]
- Ungarn – Januar 2018 befanden sich 328 BTR-80 und 120 BTR-80A im Dienst.[6]:115
- Usbekistan – Januar 2018 befanden sich 210 BTR-80 im Dienst.[6]:214
- Venezuela – Januar 2018 befanden sich 114 BTR-80A im Dienst.[6]:424
- Belarus – Januar 2018 befanden sich 153 BTR-80 im Dienst.[6]:186

Ehemalige Nutzer
- Afghanistan – Spätestens bis zum Januar 2018 ausgemustert.[6]:240
- Volksrepublik China – Spätestens bis zum Januar 2018 ausgemustert.[6]:251,254-255

- Kolumbien – Spätestens bis zum Januar 2018 ausgemustert.[6]:398-400
- Rumänien – Heimische Variante B33 Zimbru bis spätestens zum Januar 2018 ausgemustert.[6]:141

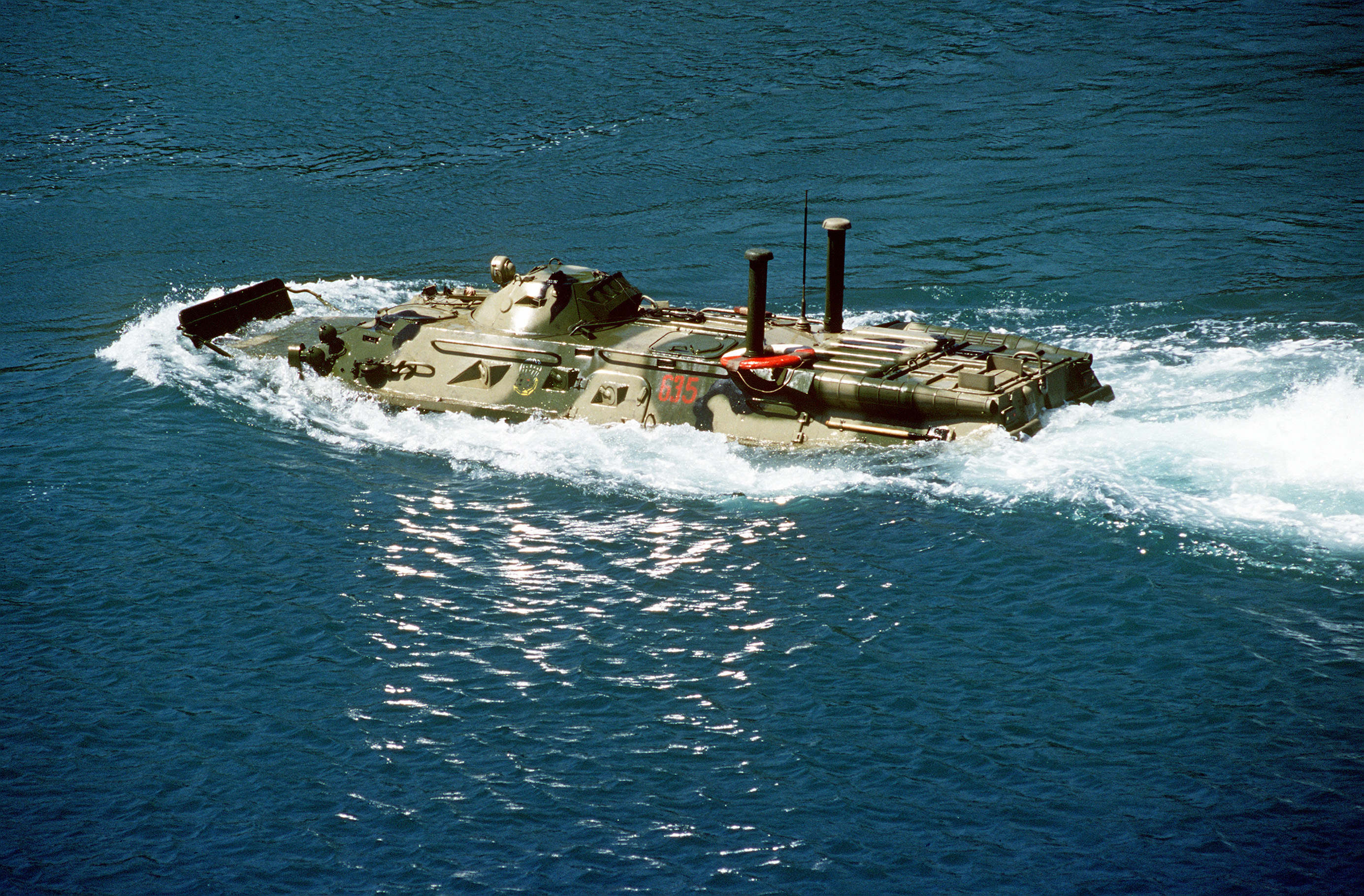
schwimmender BTR-80 mit aufgeklapptem Schwallbrett
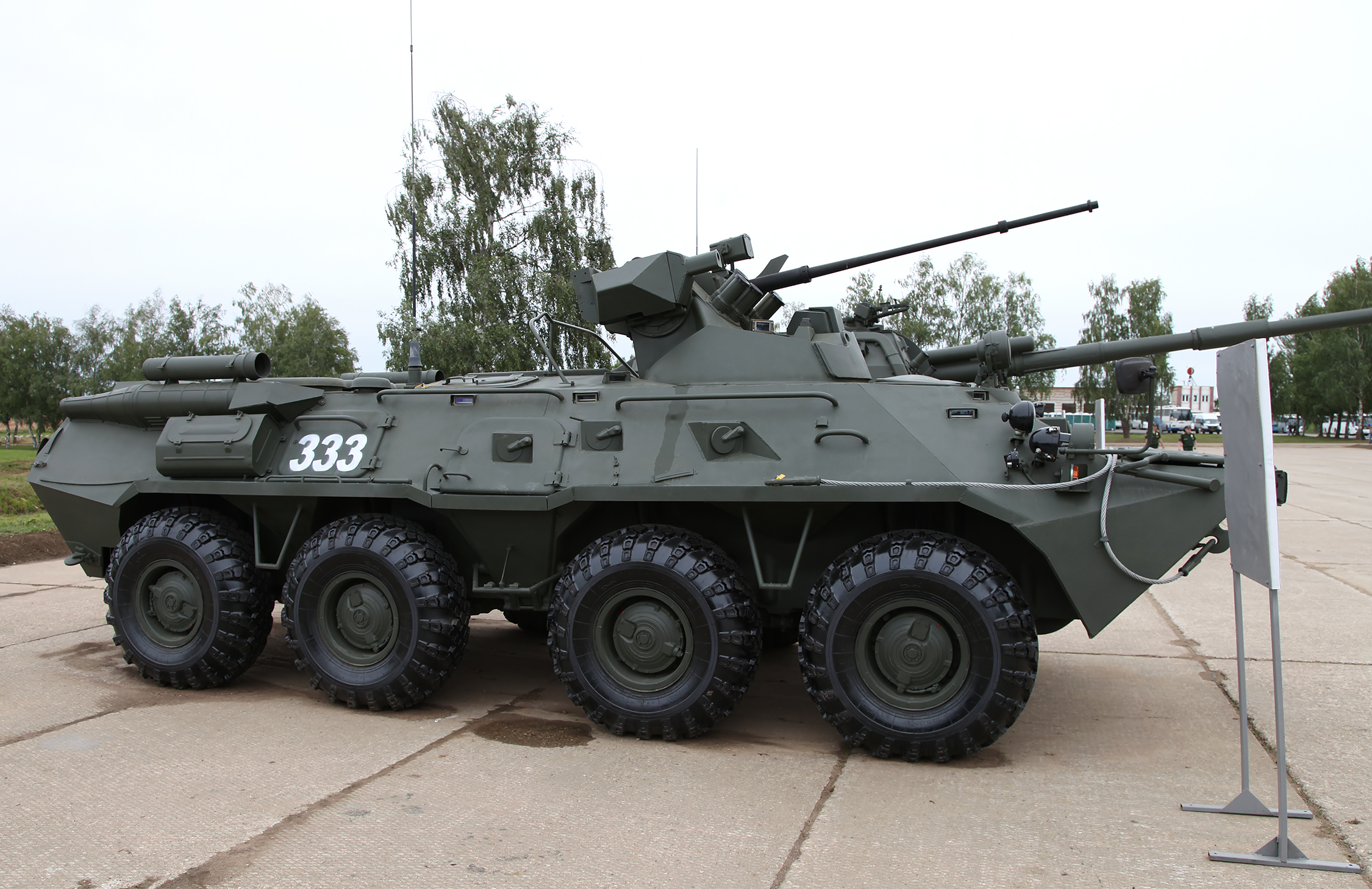
BTR-82А
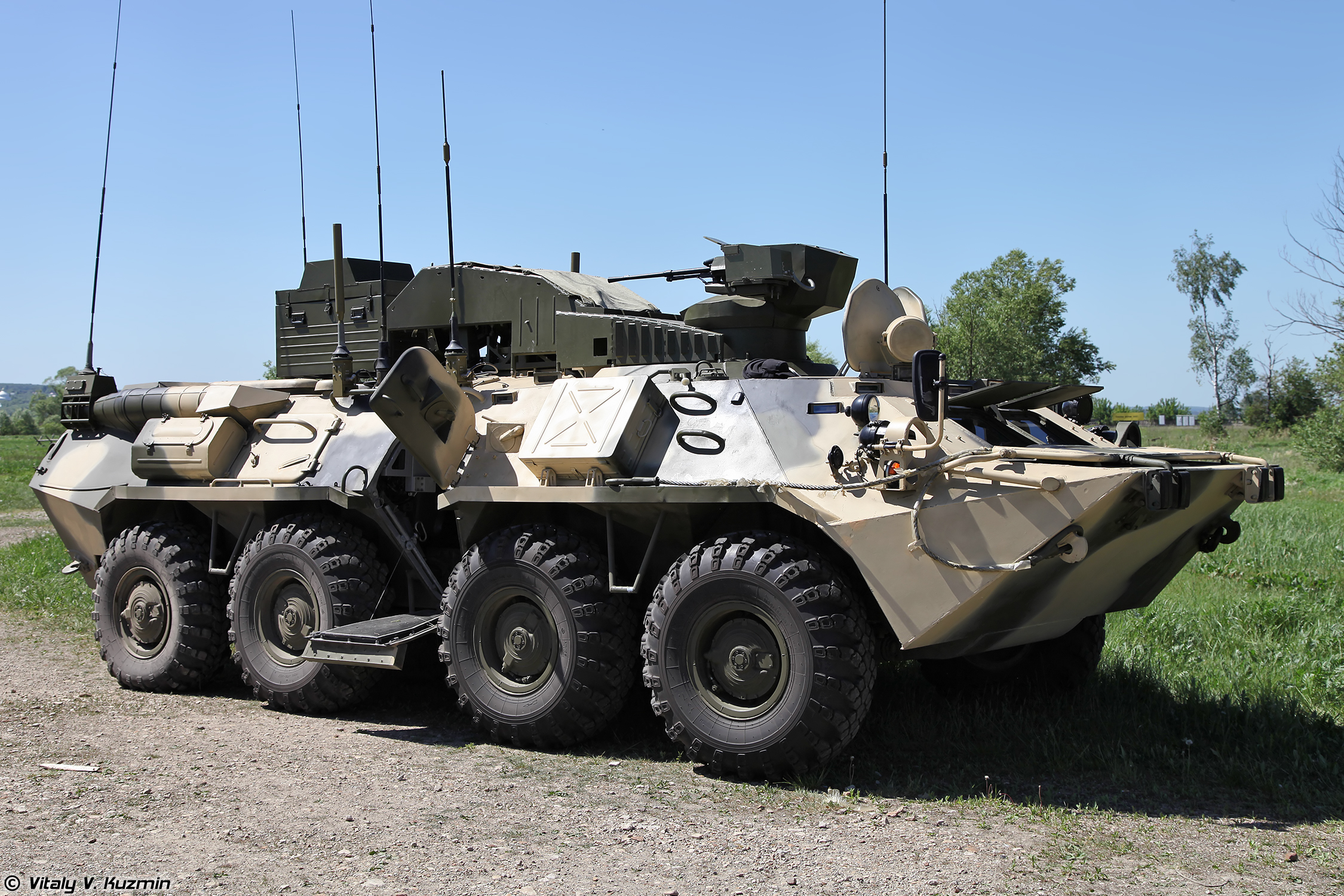
Taifun-M
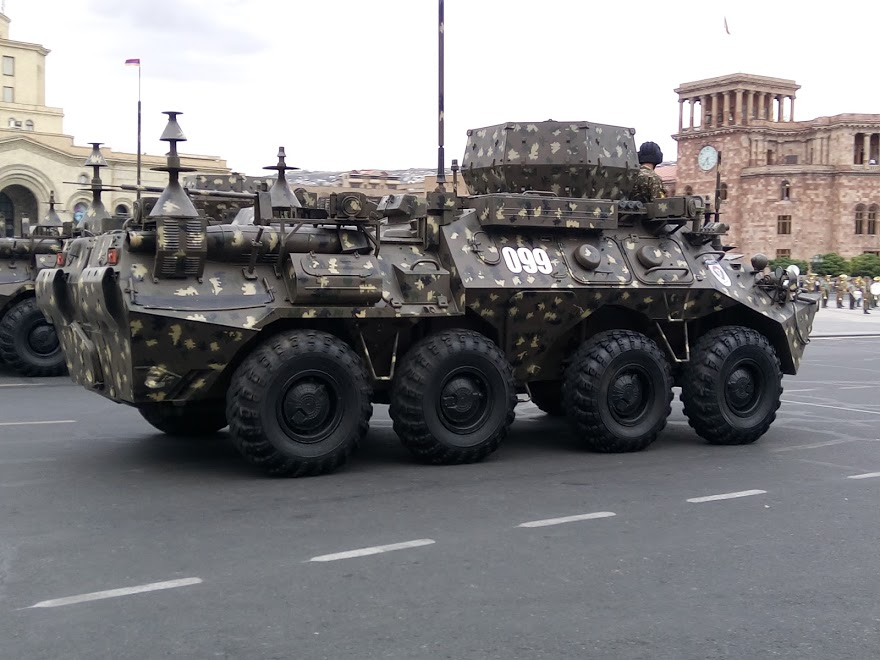
Infauna K1Sh1 UNSh-12